# 9mm P.A.K.

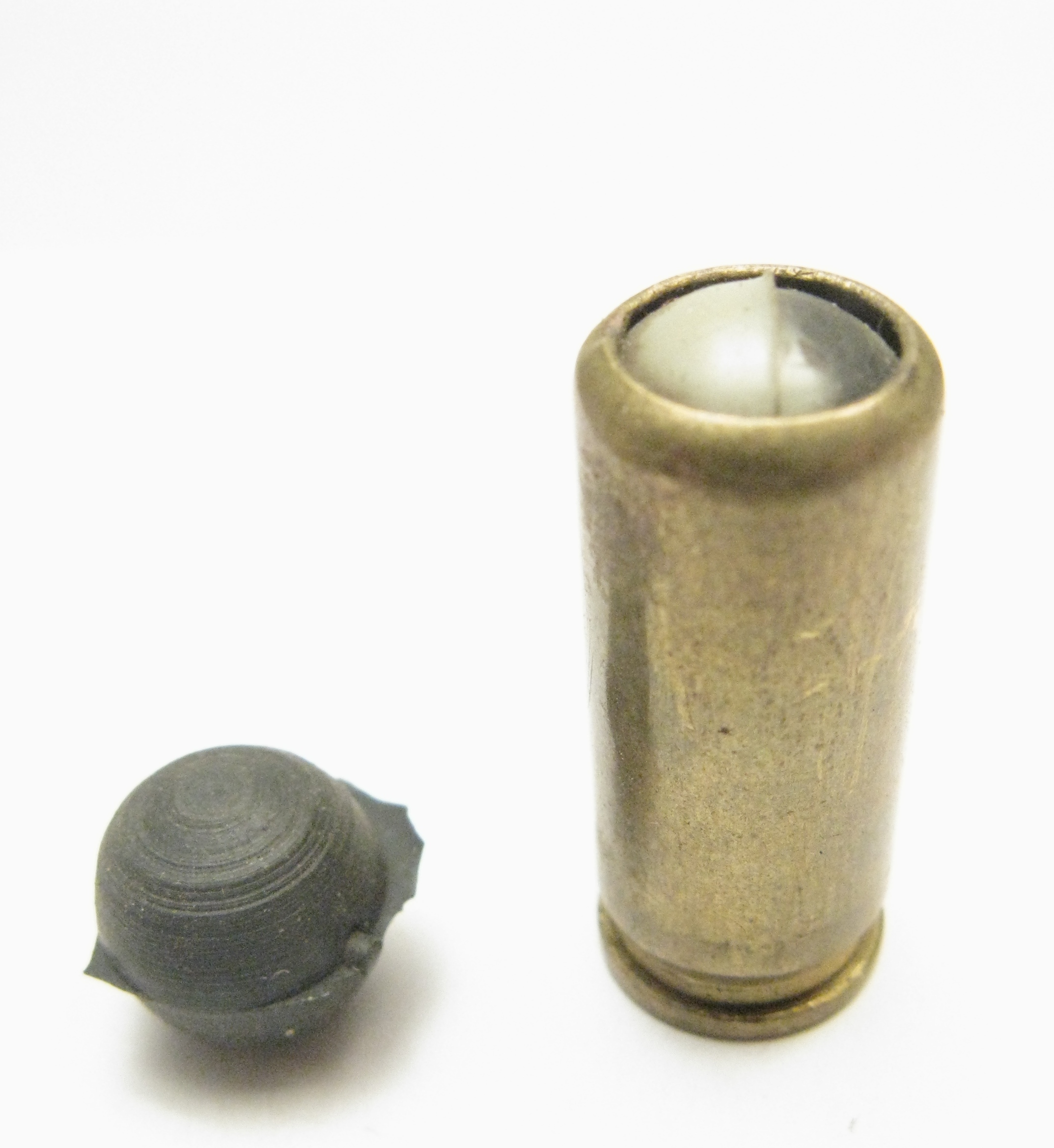
Um 9mm P.A.K. completo ao lado de uma bala de borracha que faz parte dele.

9 mm P.A.K. (de Pistole Automatik Knall) é a designação de um cartucho de arma de fogo para uma pistola à gás não letal. O calibre 9mm P.A.K. inclui vários tipos de projéteis não letais para diferentes usos, a maioria de borracha ou polímeros.
O 9 mm P.A.K. também foi usado para fins teatrais, inclusive como uma modificação das armas de fogo que originalmente eram carregadas pelo cano, permitindo que os mosquetes antigos e similares fossem disparados no palco sem que os atores aprendessem as etapas complexas de carregamento com pólvora à granel.

## Variantes

### De festim
9mm P.A. Knall
9mm R./9mm R. NC

### De gás lacrimogênio
9mm P.A. CS
9mm P.A. CN
9mm P.A. PV

### De bala de borracha
9mm P.A. Tehkrim
9mm P.A. PP9RP